# Khoa bảng Việt Nam

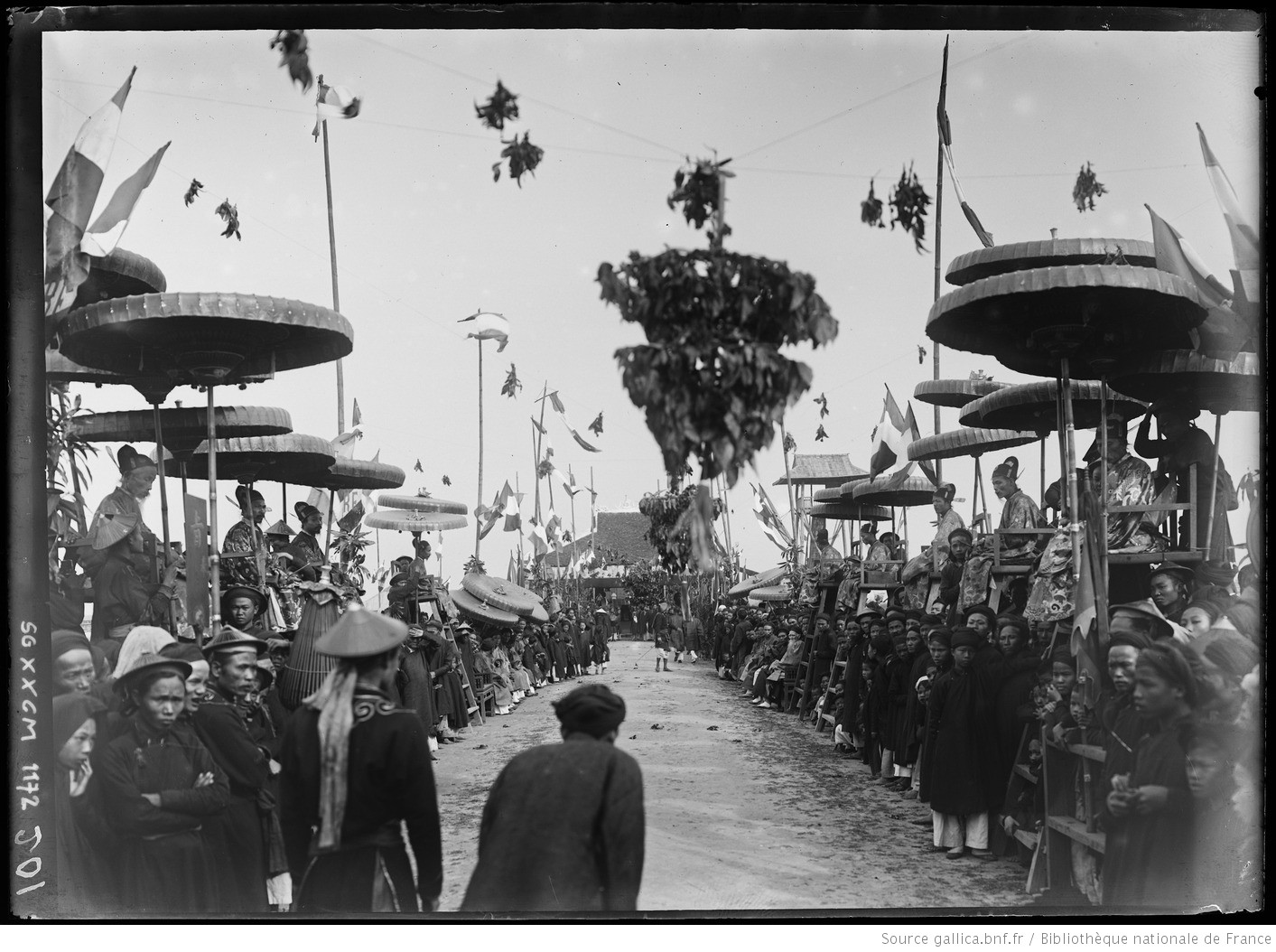
Khoa bảng Nam Định, 1897

Khoa bảng Việt Nam là chế độ khoa cử thời quân chủ tại Việt Nam. Ở thời thượng cổ, sử nước Việt không chép rõ về cách tuyển lựa trí thức. Theo Đào Duy Anh, đến thời Bắc thuộc thì nước Việt mới bắt đầu có Hán học, viên Thái thú Sĩ Nhiếp đã dạy dân Việt thi thư. Đến thời nhà Ngô, nhà Đinh, nhà Tiền Lê, do nước mới dựng, các triều đại chưa có điều kiện để tổ chức nền giáo dục.
Cho đến triều nhà Lý, nhà Trần, 3 tôn giáo là Phật giáo, Đạo giáo, Nho giáo đều được coi trọng. Triều đình nhà Lý đã mở các khoa thi Tam trường để lấy người bổ làm quan. Sang đời Hậu Lê, Nguyễn thì Nho học độc tôn. Triều nhà Lê mở khoa thi kinh điển dành riêng cho các nhà tu hành một cách hạn chế. Đến thời vua Minh Mạng, Nho học suy vi, đến khi Việt Nam tiếp xúc với Tây phương, tình trạng xã hội biến thiên nhanh chóng, Nho học nhường chỗ cho các học thuật mới. Việt Nam sau khi thành thuộc địa thì bỏ khoa cử mà theo Pháp học, riêng ở miền Bắc và miền Trung thì năm 1915 và năm 1918 kết thúc.
Các kỳ thi Nho học ở Việt Nam bắt đầu có từ năm 1075 dưới triều Lý Nhân Tông và chấm dứt vào năm 1919 đời vua Khải Định. Trong 845 năm đó, đã có nhiều loại khoa thi khác nhau, ở mỗi triều đại lại có những đặc điểm khác nhau, song trong các đời Lý, Trần, Hồ có một đặc điểm chung là các khoa thi đều do triều đình đứng ra tổ chức, chỉ đạo thi. Hệ thống thi cử tuyển người làm quan này gọi là khoa cử (chữ Nho: 科舉).

## Khái quát

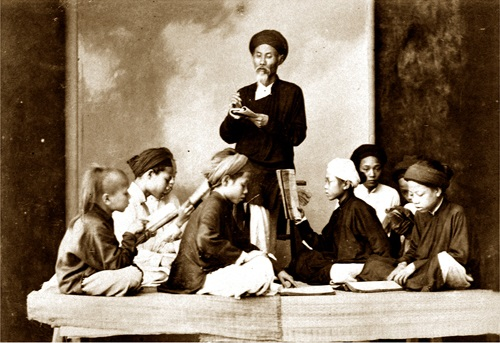
Một lớp học chữ Nho tư gia vào khoảng năm 1895

Khoa bảng (科榜) là cái bảng danh dự, liệt kê tên họ các thí sinh đỗ đạt học vị trong các kỳ thi cử này, phần lớn được tuyển chọn làm quan chức cho triều đại phong kiến Việt Nam. Khoa bảng là tĩnh từ để chỉ những người đỗ đạt này. Thí dụ: "Gia đình khoa bảng" là gia đình có học, có người trong họ đỗ đạt cao trong những kỳ thi cử do triều đình tổ chức và chấm khảo.
Các sách xưa dùng chữ Nho dạy Nho giáo cho thí sinh dự các kỳ thi Hương, thi Hội gồm có: Nhất thiên tự, Sử học vấn tân, Ấu học ngũ ngôn thi, Minh tâm bảo giám, Minh đạo gia huấn, Tam tự kinh và bộ sách giáo khoa là Tứ Thư (Luận ngữ, Mạnh tử, Đại học và Trung dung), Ngũ Kinh (Kinh Thi, Kinh Thư, Kinh Lễ, Kinh Dịch và Kinh Xuân Thu). Nhiều nho sĩ còn đọc thêm cả bách gia chư tử, các sách Phật giáo, Đạo giáo nữa. Khối lượng sách học thật là đồ sộ, lại phải học thuộc lòng và hiểu đúng nghĩa nên nho sinh mất rất nhiều công phu học và vất vả gian nan. Cực khổ nhất là phải chờ hai ba năm mới có kỳ thi. Khi đi thi thí sinh lại phải mang theo lều, chõng, thức ăn, lặn lội xa xôi lên kinh thành. Ngoài việc thông làu kinh sách và thể thức đi thi, sĩ tử còn phải thuộc những chữ kỵ húy. Ai viết lầm thì bị tội "phạm trường quy" và sẽ bị đánh hỏng. Tác giả Ngô Tất Tố có viết truyện Lều chõng để nói lên những oái ăm của các kỳ thi này.
Ngày nay nghe đến hai từ "lều chõng", có lẽ nhiều người sẽ lấy làm lạ vì những từ ấy từ biệt chúng ta mà đi tới chỗ mất tích đã gần ba chục năm nay. Nhưng mà trước hơn hai chục năm đi ngược trở lên, cho đến hơn một nghìn năm, "lều", "chõng" đã làm chủ vận mệnh của giang sơn cũ kỹ mà người ta tán khoe là "bốn nghìn năm văn hiến". Những ông ngồi trong miếu đường làm rường cột cho nhà nước, những ông ở nơi tuyền thạch, làm khuôn mẫu cho đạo đức phong hóa, đều ở trong đám "lều chõng" mà ra. Lều chõng với nước Việt Nam chẳng khác một đôi tạo vật đã chế tạo đủ các hạng người hữu dụng hay vô dụng. Chính nó đã làm cho nước Việt Nam trở nên một nước có văn hóa. Rồi lại chúng nó đã đưa nước Việt Nam đến chỗ diệt vong. Với chúng, nước Việt Nam trong một thời kỳ rất dài kinh qua nhiều cảnh tượng kỳ quái, khiến cho người ta phải cười, phải khóc, phải rụng rời hồn vía. (Ngô Tất Tố, Thời vụ số 109 ra ngày 10-3-1939)
Thời Lý - Trần tổ chức thi Tam giáo để tuyển những người thông hiểu cả ba tôn giáo Nho, Phật và Lão. Khoa thi Tam giáo đầu tiên diễn ra năm 1195 đời Lý Cao Tông. Người đỗ Tam giáo gọi là Tam giáo xuất thân. Khoa thi Tam giáo cuối cùng tổ chức năm 1247 đời Trần Thái Tông. Hình thức này sau đó không áp dụng nữa.
Cuối thời nhà Trần, Hồ Quý Ly nắm quyền điều hành triều đình đã đặt ra lệ thi Hương đầu tiên ở các địa phương năm 1396 đời Trần Thuận Tông, lấy người đỗ được học vị cử nhân. Năm sau (1397) tổ chức thi Hội ở kinh đô. Đây là khoa thi Hội đầu tiên.
Từ thời Hậu Lê, việc thi cử được tiến hành đều đặn và quy củ. Các kỳ thi theo thứ tự là Thi Hương, Thi Hội, Thi Đình. Người đỗ đầu cả ba thì gọi là Tam Nguyên (như Tam Nguyên Nguyễn Khuyến).
Thi Hương được tổ chức mỗi 3 năm, vào các năm Tý, Ngọ, Mão, Dậu. Thi Hội sau thi Hương 1 năm, vào năm Sửu, Mùi, Thìn, Tuất. Con đường học hành của sĩ tử ngày xưa bắt đầu rất sớm. Theo một số tài liệu còn lưu lại, khi 6 đến 7 tuổi, trẻ đã bắt đầu học về sách Sơ học vấn tân, Tam tự kinh (kinh ba chữ), Tứ tự kinh (kinh 4 chữ), Ngũ ngôn (văn vần 5 chữ). Học trò tập làm văn, làm câu đối 2 chữ, 4 chữ, biết phân biệt vần trắc và bằng…

### Nội dung học tập
Khoảng 10 tuổi, học trò làm quen những sách kinh điển của Nho giáo, như Tứ thư, Ngũ kinh, rồi Bắc sử (sử Trung Quốc), Nam sử (sử nước Việt).
Ngoài ra, trẻ còn phải đọc sách Bách gia chư tử của các triết gia Trung Quốc thời cổ đại, Đường thi, Tống thi, những áng văn tiêu biểu trong lịch sử Việt Nam và Trung Quốc. Tất cả những nội dung đó, học trò phải thuộc lòng, quên một chữ thì tìm thầy để hỏi. Tất nhiên, để thi cử đậu đạt, những kiến thức trên vẫn chưa đủ. Nó còn phụ thuộc nhiều vào việc vận dụng sáng tạo, linh hoạt vào nội dung của từng bài thi cụ thể.
Không chỉ học thuộc làu văn thơ, kinh sách, viết văn, làm thơ, vế đối, học trò còn phải biết soạn thảo các loại văn bản của triều đình.
Thầy giáo trường làng được mệnh danh là thầy đồ, thường là những người học giỏi nhưng thi cử không đậu đạt cao, quan lại nghỉ hưu, hoặc thi đỗ mà không muốn làm quan…
Nhà nước không đài thọ trường dạy trẻ con mà chỉ mở trường huyện, phủ và tỉnh. Quan giáo dục ở huyện gọi là huấn đạo, ở phủ gọi là giáo thụ, còn danh hiệu đốc học gọi là quan của hàng tỉnh.

### Nội dung thi
Quy chế khoa cử thời phong kiến bao gồm 3 kỳ thi (thi Hương, thi Hội, thi Đình). Trong đó, quan trọng nhất là 2 kỳ thi Hương và thi Hội.
Thi Hương được tổ chức quy mô một tỉnh hoặc liên tỉnh để chọn người vào thi Hội, thi Đình. Thể lệ thi Hương được ổn định từ thời Lê Thánh Tông, bắt đầu mở trường thi ở các địa phương. Theo sách Khâm Định Đại Nam Hội điển sự lệ của nhà Nguyễn, kỳ thi Hương có ba vòng (tam trường) hoặc bốn vòng (tứ trường).
Vòng đầu thi kinh nghĩa, gồm các sách tứ thư, ngũ kinh của Nho giáo. Vòng hai thi chiếu biểu (tức soạn thảo các văn bản hành chính như chiếu, biểu, sớ...). Vòng ba thi sáng tác thơ phú theo chủ đề. Vòng bốn thi văn sách để viết các bài tự luận.
Vòng thi kinh nghĩa tương đối dễ, chỉ cần thuộc lòng tứ thư, ngũ kinh và trình bày cho đúng ý của người xưa. Vòng thi chiếu biểu thì khó hơn, phải thuộc hàng trăm bài loại này rồi chắt lọc tinh hoa để viết thành bài.
Dễ làm nhưng khó đỗ nhất là kỳ thi thơ phú. Dễ vì suốt cả ngày chỉ cần sáng tác một bài thơ tối đa 16 câu và một bài phú tám câu, nhưng cái khó là phải hay vì mỗi người một cảm nhận, đánh giá nên rất khó.
Vòng bốn thi văn sách thì tự do trình bày theo kiến giải riêng của mình, tương tự như thi tự luận ngày nay. Muốn qua được vòng thi này, sĩ tử không những phải thông làu kinh sử mà còn phải biết vận dụng sở học của mình để trình bày những kiến giải mới lạ. Đề thi thường hỏi đủ mọi lĩnh vực như thiên văn, địa lý, bói toán, y học..., đặc biệt là những câu hỏi về thời sự, đòi hỏi sĩ tử phải có những kiến giải độc đáo và đưa ra giải pháp khả thi. Thi tứ trường nhưng phải học "thiên kinh vạn quyển" là thế.
Những người đỗ trong các kỳ thi Hương chia ra làm hai loại. Loại một (từ thời Lê về trước) có các danh hiệu Cống cử, Cống sinh, Cống sĩ, Hương tiến, Hương cống. Những ông cử này sẽ được dự kỳ thi Hội. Loại Hai không được thi Hội gọi là Sinh đồ. Người đỗ đầu thi Hương được mệnh danh Giải nguyên.
Thi Hội và thi Đình được mệnh danh là kỳ thi Đại Tỷ (thi lớn, thường được gọi là Đại khoa, gồm hai giai đoạn).
Thi Hội là kỳ thi quốc gia dành cho những người đã qua thi Hương, có bằng cử nhân và các Giám sinh đã mãn khóa Quốc Tử Giám. Những người đỗ đạt trong các kỳ đại khoa như thế đều có danh hiệu, tùy thuộc các thời kỳ khác nhau trong lịch sử. Theo quy định từ năm 1434, thi Hội cũng có 4 kỳ. Kỳ một thi kinh nghĩa, thư nghĩa, kỳ hai thi chiếu, chế, biểu, kỳ ba thi thơ phú và kỳ bốn thi văn sách.
Thi Đình còn gọi là Điện thí, được tổ chức ngay tại sân điện, do đích thân vua ra đề và chấm thi. Quyển thi và quyển nháp đều do bộ Lễ cấp, có rọc phách. Vua chấm thi vẫn không biết bài đó của ai. Thi Đình thực chất là cuộc phúc tra cuối cùng nhằm thẩm định và xếp hạng các tân tiến sĩ. Đây cũng là kỳ thi cuối cùng để xếp loại tiến sĩ đã đỗ ở kỳ thi Hội trước đó. Sau khi vua chấm bài, học vị của các sĩ tử được quyết định và bảng vàng ghi danh là vinh hiển tột cùng. Các tiến sĩ có tên niêm yết trên bảng vàng sẽ được ban yến tiệc trong cung, được bệ kiến hoàng thượng, thăm hoa ở vườn ngự uyển, cưỡi ngựa dạo khắp kinh thành, rồi vinh quy bái tổ. Phần thưởng cao quý nhất cho tiến sĩ là được khắc tên vào bia đá đặt ở Văn Miếu để lưu danh mãi mãi.
Triều đình không quy định tuổi tác của thí sinh và rất xem trọng đạo đức của thí sinh. Chỉ những người đáp ứng đủ điều kiện về đạo đức mới được dự thi. Khi đã vào trường thi, mọi người đều bình đẳng như nhau. Dưới thời Nguyễn, sĩ tử mang tài liệu vào phòng thi sẽ bị gông cổ, phạt đánh 100 roi, bài thi quy định rất ngặt nghèo về cách diễn đạt, trình bày…
Thời nhà Nguyễn quy định thi Hương đỗ tam trường (ba vòng đầu), đạt học vị Tú tài; đỗ tứ trường đạt học vị Hương cống (về sau gọi là cử nhân); đỗ thủ khoa đạt Giải nguyên. Thi Hội đỗ bảng chính gọi là trúng cách được tiếp tục dự thi Đình; đỗ bảng thứ là thứ trúng cách, được học vị Phó bảng; đỗ thủ khoa đạt Hội nguyên. Đỗ thi đình đạt học vị chung là Tiến sĩ; đỗ thủ khoa đạt Đình nguyên. Thời Nguyễn không lấy đỗ Trạng nguyên vì đề xuất Tứ bất lập do sợ lạm quyền: Không đặt chức Tể tướng, không lấy đỗ Trạng nguyên, không lập Hoàng hậu và không phong Thái tử.

## Lịch sử
Tổ tiên người Kinh bắt đầu học chữ Hán ngay từ buổi đầu thời Bắc thuộc, có lẽ từ đời vua Triệu Đà, song việc giáo dục bắt đầu có tổ chức thì từ đời Sĩ Nhiếp. Cách thức tổ chức sử sách không chép rõ; những người có tiếng về học vấn trong thời Bắc thuộc đều đã du học ở Trung Quốc như Lý Tiến, Lý Cầm, Trương Trọng. Đến triều Ngô và triều Đinh độc lập, trị nước không được lâu mà lại lo chỉnh đốn việc võ bị và chính trị, chưa có thì giờ mà tổ chức việc giáo dục. Cho nên việc học bấy giờ chỉ có ở trong các chùa chiền. Có thể nói rằng bây giờ Hán học nhờ Phật học mà truyền bá trong dân gian.
Theo sách Lịch triều hiến chương loại chí: "Nước Việt từ thời nhà Đinh, nhà Lê khoa cử chưa tổ chức, triều đình dùng người đại để không câu nệ. Đến đời nhà Lý, văn hóa mở dần; năm Thái Ninh đời vua Lý Nhân Tông (1072-1076) mở khoa Bác học, năm Thiệu Minh đời vua Lý Anh Tông (1138-1140) có phép thi Đình, quy chế dùng người, điều mục và đại cương gần như đầy đủ".
Theo sách Việt Nam phong tục của Phan Kế Bính: "Nước ta từ thời Lý mới có khoa cử. Xét trong Sử ký; năm Thái Bình thứ tư đời vua Thánh Tôn (1075) nước ta mới bắt đầu mở khoa thi ba kỳ, kén lấy người minh kinh bác học. Sau lại mở ra khoa Văn học. Thời vua Lý Anh Tông mở khoa thi Thái học sinh, hỏi việc chính trị, ai đỗ thì dùng làm quan; vua Lý Nhân Tông mở khoa lại điển, thi hành luật thư toán, ai đỗ thì bổ làm ty thuộc".
Đến đời nhà Trần, mở rộng đường khoa cử, phép thi chia làm tam giáp, bao gồm nhất giáp, nhị giáp và tam giáp; niên hạn định lệ 7 năm, các đời tuân theo, phép thi ngày càng hoàn chỉnh. Năm 1244 lại định lệ nhất giáp; chia làm ba bậc; bậc thứ nhất là Trạng nguyên, bậc thứ nhì là Bảng nhãn; bậc thứ 3 là Thám hoa.
Nhà Lê khai quốc, trước hết mở khoa thi Hội; đến đời vua Lê Thái Tông (1434-1442) kỳ thi định 3 năm một khoa, phép thi bốn trường khác nhau, phép ấy truyền đến thời nhà Nguyễn.

### Nhà Lý
Triều nhà Lý, đến đời vua Lý Thánh Tông (1054-1072), việc dẹp loạn đã tạm yên, việc chính trị cũng đã chỉnh đốn, nên vua đổi quốc hiệu là Đại Việt và bắt đầu sửa sang việc học.
Vua Lý Thánh Tông sai lập Văn miếu (nước ta có văn miếu từ đấy), sai làm tượng Chu Công, Khổng Tử và thất thập nhị hiền để thờ, tỏ lòng kính trọng Nho học.
Vua Lý Nhân Tông, năm 1075, nhà vua hạ chiếu những người giỏi kinh, học rộng và thi Nho học ba trường hay gọi là kỳ thi Tam Trường. Kỳ này chọn được 10 người. Thủ khoa là Lê Văn Thịnh. Năm 1076, Năm 1086, thi những người có văn học trong nước bổ vào làm quan tại viện Hàn lâm, Mạc Hiển Tích đậu đầu, được bổ làm Hàn lâm học sĩ.
Đời vua Lý Anh Tông, năm 1152, thi Đình. Năm 1165 thi Thái Học sinh. Năm 1185, thi học trò từ 15 tuổi trở lên, ai thông Kinh Thi, Kinh Thư thì được vào hầu ngự diên. Năm 1193, thi lấy học trò vào hầu nơi ngự học. Năm 1195, thi Tam giáo cho đỗ xuất thân.
Theo lời bàn của Sử thần họ Ngô trong sách Lịch triều hiến chương loại chí: "Thi tam giáo là thi xét những người thông hiểu cả đạo Nho, đạo Lão, đạo Phật thì cho đỗ".
Nhà Lý mở khoa thi chép trong sử chỉ có 6 khoa thi bao gồm:
- Khoa thi năm Ất Mão (1075, người đỗ đầu là Lê Văn Thịnh, người huyện Gia Định (nay là huyện Gia Lương, thuộc Bắc Ninh.)
- Khoa thi năm Bính Dần (1086) triều vua Lý Nhân Tông, thi những người văn học trong nước, bổ sung vào viện Hàn Lâm. Người đỗ đầu là Mạc Hiển Tích.
- Khoa Nhâm Thân (1154) thi Đình.
- Khoa Ất Dậu (1165) thi học sinh.
- Khoa Ất Tỵ (1185) thi học sinh trong nước lấy người trúng tuyển vào chầu vua học tập. Sử chép ba người thi đỗ là Bùi Quốc Khái, Đỗ Thế Diên và Đặng Nghiêm.
- Khoa Quý Sửu (1193)thi học sinh trong nước lấy người trúng tuyển vào chầu vua học tập.[14]

| “                                                 | Ở đời Lý và đời Trần triều đình lại đặt khoa thi Tam giáo (Nho, Phật, Lão), xem thế đủ biết không những nho học và phật học thịnh hành, mà lão học cũng không bị bài xích. Ở hai đời ấy, người ta đương chịu ảnh hưởng của Tam giáo đồng nguyên | ” |
| — Việt Nam Văn hóa sử cương; soạn giả Đào Duy Anh | |   |

### Nhà Trần
Sang triều Trần, ngay đời vua Trần Thái Tông, việc giáo dục và khoa cử đã tổ chức chu đáo hơn triều Lý. Năm 1232, ngoài phép thi Tam trường như đời trước lại mở thêm khoa thi Thái học sinh, chia làm tam giáp để phân biệt cao thấp.
1. Thi Thái học sinh: là khoa thi cho Thái học sinh, tức là các học sinh ở nhà Thái học, cũng gọi là nhà Quốc học, nói cách khác là sinh viên ở trường đại học quốc gia duy nhất của thời đó. Người thi đỗ các khoa thi này gọi là đỗ Thái học sinh.
2. Thi Đại tỷ: còn gọi là Đại tỷ thủ sĩ được tổ chức cho năm loại đối tượng:
  1. Thuộc quan ở Tam quán (cho con cái các quan được lấy vào vừa làm việc vừa học tập ở ba "quán" (ngày nay là viện) như Sùng văn quán, Nho lâm quán, Tú lâm cục),
  2. Thái học sinh,
  3. Thị thần học sinh (con cái các quan được lấy vào vừa làm việc vừa học tập ở 6 cục Ngự tiền cận thị chi hậu, ở Trung thư giám),
  4. Tướng phủ học sinh (con cái của các thân vương, thân công, hoàng tử, công chúa, các tướng công hầu bá thuộc họ hàng thân thích của nhà vua được nhà nước cử học quan đến dạy tại phủ đệ của mình),
  5. Người làm quan có tước phẩm.

Năm 1236, triều đình chọn nho sinh thi đỗ vào hầu vua, sau định thành lệ. Năm 1239, thi Thái học sinh, chia thứ bậc Tam giáp. Năm 1247, định niên hạn thi đại tỷ để lấy học trò, cứ 7 năm một lần.
Khoa thi tháng 2, năm 1247, thi Đại tỷ, lại đặt ra tam khôi (Trạng nguyên, Bảng nhãn và Thám hoa) ở trên Thái học sinh. Kỳ thi này lấy 48 người, xuất thân theo thứ bậc. Trước đây, hai khoa trước chỉ chia bậc Giáp, Ất, nay mới lấy Tam khôi.
Tháng 8 năm 1247, thi tam giáo bắt học sinh phải thi cả ba môn Nho học, Phật học và Lão học.
Đây là kỳ thi Tam Khôi đầu tiên (gọi là thi Đình, nhưng thi Đình lúc này còn là kỳ thi cuối cùng của khoa thi Đại tỷ, do triều đình tổ chức, chưa tách ra thành một khoa thi riêng) để chọn Trạng nguyên, Bảng Nhãn, Thám Hoa. Trạng nguyên của khoá đầu tiên này là Nguyễn Hiền, 13 tuổi, người huyện Thượng Nguyên. Lê Văn Hưu người huyện Đông Sơn 18 tuổi, đỗ Thám hoa; đỗ Bảng nhãn là Đặng Ma La, 14 tuổi, người ở Mỹ Lương
Năm Nguyên Phong thứ 6 (1256) mở khoa thi lấy Kinh Trạng nguyên và Trại Trạng nguyên, mỗi bên một người cho đỗ xuất thân. Trước kia do châu Hoan, Ái ở xa nhân tài không nhiều bằng ở các kinh trấn, cho nên mỗi khoa thi lấy người giỏi nhất về bên trại gọi là Trại trạng nguyên, ngang hàng với Kinh trạng nguyên để tỏ ý khuyến khích. Kỳ này lấy 43 người đỗ Thái học sinh
Năm 1266 đời vua Trần Thánh Tông, mở khoa thi lấy Kinh trạng nguyên, Trại trạng nguyên, Thái học sinh 47 người, xuất thân theo thứ bậc.
Năm Ất Hợi (1275), lại hợp Kinh và Trại làm một, lấy 3 người đỗ Tam khôi và 27 người đỗ Thái học sinh.
Năm 1305 đời vua Trần Anh Tông thi học trò trong nước, lấy Tam khôi, Hoàng giáp và Thái học sinh 44 người. Mạc Đĩnh Chi đỗ Trạng nguyên, Nguyễn Trung Ngạn đỗ Hoàng giáp. Tên gọi Hoàng giáo mới bắt đầu từ đây 
Phép thi, trước thi ám tả Y quốc thiên và Mục thiên tử truyện để loại bớt.; rồi đến thi kinh nghi (hỏi những điều ngờ trong các kinh), kinh nghĩa, thơ dùng thể cổ thì ngũ ngôn trường thiên, lấy 4 chữ tài, nan, xạ, trĩ làm vẫn, phú dùng thể 8 vần. Trường thứ 3 thi chiếu, chế, biểu. Trường thứ tư thi văn sách.
Kỳ thi năm 1305, ai đỗ Tam khôi sẽ được dẫn ra cửa Long Môn, Phượng Thành đi chơi phố 3 ngày. Trạng nguyên thì bổ Thái học sinh hỏa dũng thủ, sung chức nội thư gia; Bảng nhãn thì bổ chi hậu bạ thư; có mạo sam. sung chức nội lệnh thư gia; Thám hoa thì bổ hiệu thư, có quyền miện và được 2 tư; còn 330 người được lưu học. Cùng năm có chiếu dùng bảy khoa để thi học trò trong nước.
Năm 1314, thi Thái học sinh, ai đỗ cho tước bạ thư lệnh. Năm 1345, thi Thái học sinh, phép thi dùng ám tả cổ văn, kinh nghĩa, thơ phú. Năm 1363 thi học trò, lấy người có văn nghệ vào làm trong quán các. Năm 1374 thi Tiến sĩ ở điện đình, lấy đỗ Trạng nguyên, Bảng nhãn, Thám hoa, Hoàng giáo, Cập đệ và đồng Cập đệ 44 người, xuất thân theo thứ bậc khác nhau. Năm 1381 thi Thái học sinh. Năm 1384 thi Thái học sinh ở chùa Vạn Phúc, núi Tiên Du. Năm 1393, thi Thái học sinh.
Năm 1396, có chiếu định cách thức thi cử nhân: cứ năm trước thi Hương thì năm sau thi Hội, ai đỗ thi Hội thì nhà vua ra thi một đề văn sách để định thứ tự.
Buổi đầu đời Trần, thi Thái học sinh chia ra thượng trại, hạ trại và thi Đình chia ra kinh và trại, lấy đỗ có Tam khôi, nhưng văn thể không nhất định.
Theo Phan Huy Chú đây là phép thi của nhà Nguyên, dùng văn thể bốn trường, bỏ bài ám tả cổ văn.
- Trường nhất thi một bài kinh nghĩa, có những đoạn phá, tiếp ngữ, tiểu giảng, nguyên đề, đại giảng, kết thúc làm bài hạn 500 chữ trở lên.
- Trường nhì thi một bài thơ dùng Đường luật, một bài phú dùng cổ thể, hoặc thể ly tao hoặc thể văn tuyển, cũng hạn 500 chữ trở lên.
- Trường ba thi một bài chiếu dùng thể đời Hán, chế biểu mỗi thứ một bài, dùng thể tứ lục đời Đường.
- Trường tư thi văn sách một bài, ra đề về kinh sử thời vụ, 1000 chữ trở lên.[28]

Đời vua Trần Duệ Tông, năm 1374, Lê Quý Ly cải cách phép thi đổi Thái học sinh làm Tiến sĩ cho Tam khôi và Hoàng giáp là cập đệ xuất thân; cho Tiến sĩ là đồng cập đệ xuất thân. Năm 1397, Lê Quý Ly định lại bốn trường và bỏ môn ám tả; nhất trường thi kinh nghĩa; nhị trường thi thơ phú; tam trường thi chiếu, chế biểu; tứ trường thi văn sách. Lê Quý Ly lại bắt đầu định phép thi Hương; có trúng tuyển cử nhân mới được dự thi Hội năm sau, ai trúng thi Hội thì thi một bài văn sách nữa để định cao thấp; gọi là thi Đình.
Trước kia nhà quốc học chỉ đặt ở Kinh đô; còn trong dân gian thì việc học hành do tự ý nhân dân tổ chức. Năm 1398, Hồ Quý Ly đặt quan Giáo thụ tại các châu, các phủ những lộ Sơn Nam (nay là Nam Định); Ninh bắc (nay là Bắc Ninh) và Hải đông (nay là Hải dương); tùy theo châu phủ lớn nhỏ mà cấp học điền là 15, 12 hay 10 mẫu. Ở mỗi lộ có quan Đốc học dạy sinh đồ, cứ mỗi năm thì chọn những kẻ tuấn tú cống về triều để thi hạch.
| “                                                                            | Phép khoa cử đời Trần đến đây mới đủ văn tự bốn trường, đến nay còn theo, không thay đổi được. Chọn nhân tài bằng văn học, không gì bằng phép này. | ” |
| — Lời bàn của sử thần họ Ngô chép trong sách Lịch triều hiến chương loại chí | |   |

| “                                        | Sang triều Trần, Nho học lại càng thịnh hơn trước, vua Trần Thái Tôn mở khoa thi Thái học sinh, khoa Tam khôi và lập nhà Quốc học để giảng tứ thư, ngữ kinh. | ” |
| — Việt Năm văn hóa sử cương, Đào Duy Anh | |   |

| “                                        | Phép thi bấy giờ, trải nhiều lần cải biến nên đã tinh tường. Sang triều Lê đại khái đều phỏng như thế. | ” |
| — Việt Năm văn hóa sử cương, Đào Duy Anh | |   |

| “                               | Theo thể lệ cũ, Thái học sinh cứ 7 năm thi một lần lấy đỗ 30 người, thi Trạng nguyên không có thể lệ nhất định, những người trong Tam quán: thuộc quan học sinh, thị thần học sinh, tường phủ học sinh và người có tước đều được vào thi, thế là thi Thái học sinh cũng theo như thi Đại tị, cứ 7 năm mở một khoa, khoa này không thấy nói cho bao nhiêu người đỗ Thái học sinh. | ” |
| — Kiến văn tiểu lục, Lê Quý Đôn | |   |

### Nhà Hồ
Hồ Quý Ly cướp ngôi nhà Trần năm 1400, tháng 8 năm đó thi Thái học sinh. Kỳ thi này lấy đỗ 20 người, Lưu Thúc Kiệm; Nguyễn Trãi, Lý Tử Tấn, Vũ Mộng Nguyên, Hoàng Hiến, Nguyễn Thành đều đỗ kỳ này.
Năm 1404, Hồ Hán Thương định cách thức thi cử nhân: Tháng 8 năm nay thi Hương, ai đỗ thì được miễn lao dịch; tháng 8 năm sau thi ở Lễ bộ, ai đỗ thì bổ dùng; lại đến tháng 8 sang năm nữa thi Hội, ai đỗ thì sung Thái học sinh, đều cứ ba năm một khoa. Phép thi theo nhà Nguyên, thi ba trường, lại có một kì văn sách là trường tư, một kỳ thi viết và tính là trường năm.

### Nhà Hậu Lê

#### Đời vua Lê Thái Tổ
Theo Đào Duy Anh, nửa sau triều Trần từ đời nhà Nho Chu Văn An, Nho học đã bắt đầu thắng Phật học. Sang đời Lê, Nguyễn, Nho học mới chiếm địa vị độc tôn. Hai triều ấy đều có phép luật nghiêm khắc đối với các nhà tu hành Phật giáo và Đạo giáo. Nước Việt trải qua cuộc nhà Minh chinh phục thì rất nhiều sách vở về Nho học, Phật học của nước Việt bị người Minh thu mất, rồi người Minh phát lại những sách Ngũ kinh, Tứ thư thể chú để dùng ở các trường công. Đến khi nhà Lê phục quốc, những chế độ và thư tịch ở đời Lý, Trần đã mất tích nên đành bắt chước chế độ của Minh triều, lấy khoa cử làm con đường dụng thân duy nhất, dùng văn chương bác cổ để làm thước đo nhân tài, lấy sách Tống nho làm chính thư.
Nhà Minh hoàn thành việc xâm lược Đại Ngu bằng việc đánh bại nhà Hậu Trần năm 1399; nhà Minh có mở khoa thi nhưng kẻ sĩ đều trốn tránh không chịu ra thi. Phép thi cử bỏ mặc cho đến khi vua Lê Thái Tổ đánh thắng quân Minh, khôi phục giang sơn với quốc hiệu Đại Việt.
Năm 1426, Lê Thái Tổ tiến quân ra Bắc, đóng quân ở dinh Bồ Đề, liền hạ lệnh thi học trò văn học, đầu đề bài thi: Bảng văn dụ thành Đông Quan, lấy đỗ 50 người, sung bổ chức An phủ các lộ bên ngoài và chức viên ngoại lang ở 6 bộ trong Kinh. Khoa này Đào Công Soạn, người Tiên Lữ, Hưng Yên đỗ đầu.
Sau khi Lê Thái Tổ đánh đuổi quân Minh, khôi phục độc lập (1428), nhà vua lưu tâm sắp đặt việc học ngay. Nhà vua cho mở lại trường Quốc tử giám để cho con cháu các quan và người thường dân tuấn tú vào học và đặt các nhà học ở các phủ và các lộ. Lúc mới đến Đông Đô, mở khoa thi lấy đỗ 32 người.
Năm 1429, một năm sau năm chiến thắng hoàn toàn quân Minh, hạ chiếu cho quân nhân các lộ và những người ẩn dật ở rừng núi, cùng các quan từ tứ phẩm trở xuống, ai thông kinh sử, thì đế cả sảnh đường để thi, năm ấy thi khoa Minh kinh.
Năm 1431, thi Hoành từ. Năm 1433, vua lại thân thi văn sách. Thi hai khoa này, hoặc dùng minh kinh, hoặc luận phú hoặc dùng sách vấn, đều tùy tài năng mà cất nhắc bổ dụng vượt bậc, vẫn chưa lấy đỗ Tiến sĩ.
| “                                                        | Các khoa Minh kinh, Hoành từ đại khái chỉ tùy tài chọn dùng, không bó buộc. Cách thi kỹ càng của nhà Trần bấy giờ chưa kịp khôi phục | ” |
| — Lịch triều hiến chương loại chí, soạn giả Phan Huy Chú | |   |

| “ | Trẫm nghĩ, muốn thịnh trị phải được người hiền tài, muốn được hiền tài phải do tiến cử. Cho nên người đứng đầu thiên hạ phải lo việc ấy trước tiên | ” |
| — Lời vua Lê Thái Tổ hạ lệnh cho các đại thần văn võ, đại phu từ tam phẩm trở lên phải tiến cử người hiền tài vào năm 1429; Đại Việt sử ký toàn thư. | |   |

#### Đời vua Lê Thái Tông, Lê Nhân Tông
Đời vua Lê Thái Tông, năm Thiệu Bình thứ 1 (1434), định phép thi chọn kẻ sĩ. Nhà vua ra chiếu rằng:Muốn có nhân tài, trước hết phải chọn người có học, phép chọn người có học thì thi cử là đầu. Nước ta từ khi trải qua binh lửa, anh tài ít như lá mùa thu, tuấn sĩ thưa như sao buổi sớm. Thái Tổ ta mới dựng nước, đã lập ngay trường học, nhưng lúc mới mở mang, chưa đặt khoa thi. Ta noi theo chí tiên đế, muốn cầu được người hiền tài để thỏa lòng mong đợi. Nay định điều lệ khoa thi, hẹn tới năm Thiệu Bình thứ 5 (1438) thì thi Hương ở các đạo, đến năm thứ 6 (1439) thì thi Hội ở đô sảnh đường.
Từ đó phép thi cứ ba năm một khoa thi, đặt làm thường lệ. Ai thi đỗ đều cho là Tiến sĩ xuất thân theo thứ bậc khác nhau. Phép thi:
- Trường nhất thi một bài kinh nghĩa và tứ thư nghĩa, mỗi sách một bài hạn trên 300 chữ.
- Trường nhì thi chiếu chế, biểu.
- Trường ba thi thơ phú.
- Trường tư thi văn sách một bài trên 1000 chữ.[44]

Năm Đại Bảo thứ 3 (1442) thi Hội, thi Đình, lấy tam khôi cập đệ, lại sai soạn văn dụng bia đề tên các tiến sĩ. Bia tiến sĩ bắt đầu có từ đây. Sĩ tử ứng thí 450 người, lấy 33 người trúng tuyển, quan tháng sau vào thi Đình, nhà vua ngự điện đình ra sách vấn, sai quan đọc, tâu và xướng danh, lấy đỗ Trạng nguyên, Bảng nhãn, Thám hoa và 7 tiến sĩ, 23 phụ bảng, ân ban ăn yến, mũ áo, cân đai và cho vinh quy về làng, việc thành lệ về sau 
Đời vua Lê Nhân Tông, năm 1448, thi Hội, thi Đình vào tháng 8, nhà vua thân ra văn sách hỏi về lễ nhạc hành chính, chia những người đỗ ra làm chính bảng và phụ bảng theo bậc khác nhau. Sau kỳ thi Hương, lấy đỗ 760 người để thi Hội,; lấy 27 người trúng tuyển vào thi Đình.

#### Đời vua Lê Thánh Tông
Đời vua Lê Thánh Tông, năm Quang Thuận thứ 3 (1462), định lệ bảo kết thi Hương: Học trò đi thi thì không cứ quân dân hay chức dịch; đều từ thượng tuần tháng 8 năm nay đến khai tên ở bản đạo, đợi thi Hương đỗ thì đưa danh sách lên viện Lễ nghi, đến Trung tuần tháng 1 năm sau thì thi Hội. Cho quan bản quản cùng bản xã bảo kết, người nào thực có đức hạnh mới được khai vào sổ ứng thí. Những người bất hiếu, bất mục, loạn luân, điêu toa, dẫu có học vấn văn chương, cũng không được vào thi. Giấy thông thân cước sắc của các cử nhân, phải khai rõ xã, huyện, tuổi, chuyên trị kinh gì, cũng là cước sắc của ông cha, không được giả mạo. Những nhà làm nghề hát xướng cũng là nghịch đảng ngụy quan và người có tiếng xấu, thì bản thân và con cháu đều không được đi thi.
- Bước thi nhất thi một bài ám tả để loại bớt người kém.
- Trường nhất thi tứ thư và kinh nghĩa 5 bài.
- Trường nhì thi chiếu chế biểu, dùng tứ lục cổ thể.
- Trường ba thi thơ, dùng Đường luật, phú, dùng cổ thể, về thể ly tao hoặc văn tuyển đều trên 300 chữ.
- Trường tư thi văn sách, đề ra về kinh sử, thời vụ, 1000 chữ trở lên.[45]

Năm 1463, định lệ ba năm một khoa thi. Tháng 2 năm ấy hội thi các cử nhân (ứng thí hơn 4400 người, lấy đỗ hơn 40 người). Năm 1466, hội thi các cử nhân, nhà vua ngự ra cửa điện Kính Thiên, ra văn sách hỏi về phép trị thiên hạ của đế vương, lấy đỗ tiến sĩ và đồng tiến sĩ theo thứ bậc khác nhau. Sau đó xướng danh các tiến sĩ, ban ân mệnh; Lễ bộ mang bảng vàng treo ở ngoài cửa Đông Hoa và cho các tiến sĩ vinh quy.
Kỳ thi năm 1463, số sĩ tử dự thi Hội đến 1400 người, lấy đỗ 44 người, khoa này mới cho đỗ cập đệ xuất thân.
Năm 1466, theo Lê Quý Đôn, mới định ba năm thi một khoa, về thể lệ mở khoa thi, lấy các năm Tý, Ngọ, Mão và Dậu thi Hương; các năm Thìn, Tuất, Sửu và Mùi thi Hội. Khoa này lấy đỗ 27 người, có tám người đỗ Tiến sĩ và 19 người đỗ đồng Tiến sĩ.
Năm 1469 không lấy đỗ Tam khôi. Năm 1472, hội thi các cử nhân, có lệnh định rõ các phép thi như sau:
- Trường nhất kinh nghĩa 8 đề trong Tứ thư, Luận ngữ 4 đề, Mạnh tử 4 đề, cử tử chọn lấy 4 đề mà làm, ngũ kinh mỗi kinh 3 đề, cử tử chọn lấy 1 đề, duy 2 đề về kinh Xuân Thu thì kể là 1 đề.
- Trường nhì thi chiếu, chế, biểu, mỗi thể 3 bài.
- Trường ba thi thơ phú, đều 2 bài, phú dùng thể phú Lý Bạch.
- Trường tư thi văn sách 1 bài, hỏi về ý chỉ kinh truyện giống nhau, khác nhau, chính sự các đời hay dở thế nào.[48]

Lại định tư cách tiến sĩ như sau: Đệ nhất giáp đệ nhất danh, hàm chánh lục phẩm, 8 tư; Đệ nhị danh, hàm tòng lục phẩm, 7 tư; Đệ tam danh, hàm chánh thất phẩm, 6 tư; Đệ nhị giáo, hàm tòng thất phẩm, 5 tư; Đệ tam giáp, hàm chánh bát phẩm, 4 tư. Vào hàn lâm viện thì được hơn một cấp.
Khoa thi năm 1478 đời vua Lê Thánh Tông không lấy đỗ Trạng nguyên mà lấy hai Thám hoa. Đến đời vua Lê Chiêu Tông (1520) không lấy Tam khôi. Theo Lê Quý Đôn việc đó có ý thận trọng về việc lựa chọn.
| “            | Tính từ năm 1442 đến năm 1526 gồm 26 khoa, lấy 989 người đỗ tiến sĩ, mà có 63 người dự vào tam khôi, thế là thịnh đạt lắm | ” |
| — Lê Quý Đôn | |   |

| “                                                                     | Khoa cử các đời, thịnh nhất là đời Hồng Đức. Cách lấy đỗ rộng rãi, cách chọn người công bằng, đời sau không thể theo kịp. | ” |
| — Lời bản của soạn giả Phan Huy Chú, Lịch triều hiến chương loại chí. | |   |

#### Nhà Mạc
Sau phế bỏ nhà Lê và lên ngôi được 3 năm (1527 - 1530), Mạc Thái Tổ truyền ngôi cho con là Mạc Đăng Doanh. Thổ tù các nơi khởi binh, suốt một dải xứ Thanh, Nghệ, Tuyên, Hưng đều không theo họ Mạc. Trước tình hình đất nước rối ren ở những năm đầu, nhà Mạc chưa tổ chức các khoa thi.
Mãi đến năm năm 1532, Mạc Thái Tông mới mở khoa thi cử nhân, lấy đỗ Nguyễn Thiến và 26 người khác.
Năm 1535, nhà Mạc mở khoa thi cử nhân, lấy đỗ Nguyễn Bỉnh Khiêm, tổng cộng 32 người trúng tuyển. Năm sau cho tu sửa lại trường Quốc tử giám.
Năm 1541, vua Mạc Hiến Tông mở khoa thi cử nhân, lấy đỗ Nguyễn Kỳ gồm 30 người trúng tuyển. Năm 1547, Mạc Phúc Nguyên mở khoa thi cử nhân, lấy Dương Phúc Tư cộng 30 người trúng tuyển. Năm 1550, mở khoa thi lấy Trần Văn Bảo cộng 25 người trúng tuyển.

#### Đời Lê Trung hưng và chúa Trịnh
Sau khi nhà Lê chính thức mất về tay Mạc Đăng Dung vào năm 1527, nhiều nơi khởi binh chống lại nhà Mạc. Một viên tướng triều đình tên là Nguyễn Kim khởi binh ở vùng Thanh Hóa, Nghệ An, lập con vua Lê Chiêu Tông tên Duy Ninh làm vua Lê Trang Tông. Năm 1548, vua Trang Tông mất, con là Lê Trung Tông nối ngôi, mở mang cơ nghiệp.
Năm 1554, nhà Lê Trung Hưng đặt chế khoa thi thi sĩ tử tại Thanh Hóa, lấy 13 người đỗ xuất thân và đồng xuất thân. Năm 1565, mở khoa thi lấy đỗ 10 người. Năm 1577, lấy đỗ 5 người. Từ năm 1580 bắt đầu mở lại khoa thi Tiến sĩ, lấy 6 người đỗ xuất thân và đồng xuất thân; trong đó có Nguyễn Văn Giai và Phùng Khắc Khoan. a khoa 1583, 1577, 1592, đều thi ở Thanh Hóa.
Năm 1593, sau khi đánh bại nhà Mạc, Trịnh Tùng rước xa giá vua Lê Thế Tông từ Thanh Hóa về Thăng Long. Năm Ất Mùi (1595) lại mở khoa thi ở Đông Kinh, đây là khoa thi thứ nhất đời Lê trung hưng. Khoa này Nguyễn Thực và Nguyễn Viết Tráng đều đỗ đầu. Từ đấy về sau, 3 năm một lần đều mở khoa thi theo lệ cũ, duy lấy ít tiến sĩ hơn và ít khi lấy đỗ Tam khôi.
Vào năm 1750, đời Cảnh Hưng (Chúa Trịnh), triều đình đặt ra lệ thu tiền cho người đi thi. Ai nộp tiền thì không bị khảo hạch, nên người có tiền đi thi nhiều đến nỗi đông quá, đạp lên nhau khi vào thi, làm chết một số thí sinh. Khi thi thì có kẻ mướn người viết hộ. Vào thời này có tiền là có được bằng cấp.
.
Kiến văn tiểu lục của Lê Quý Đôn có chép:
| “ | Từ năm Quang Hưng đến năm nay là khoa Ất Mùi niên hiệu Cảnh Hưng mới thi 64 khoa, lấy đỗ tiến sĩ 703 người, mà cho đỗ tam khôi cập đệ và xuất thân có 33 người, Trạng nguyên chỉ có sáu người mà thôi | ” |

| “ | Phép thi thời trung hưng, kỳ đầu thi năm bài kinh nghĩa, sĩ tử đều chuyên trị một kinh, thể thức bài làm, có phá cú, có tiếp từ, có thích thực, có thúc kết, có bình luận, có tổng kết. Các bậc tiền bối soạn sẵn từng bài, lời lẽ rắn rỏi trang nhã, bọn hậu sinh cùng nhau rập theo bản cũ, quan trường chấm thi chỉ thải bỏ bài nào thối nát mà thôi. | ” |

#### Chúa Nguyễn
Năm 1558, Nguyễn Hoàng được sự cho phép của Trịnh Kiểm cùng gia thuộc vào trấn thủ Thuận Hóa. Từ đây Nguyễn Hoàng phát triển cơ đồ, giữ riêng một cõi phía Nam, lập ra nghiệp chúa, việc chính trị, thuế lệ, binh lính, việc gì cũng sắp xếp như một nước tự chủ.
Năm Đinh Hợi 1674, chúa Nguyễn ra hai loại khoa thi:
1. thi chính đồ: Đỗ ba hạng: 1. nhất giám sinh bổ làm tri phủ tri huyện; 2. nhì sinh đồ bổ làm huấn đạo; 3. ba cũng gọi là sinh đồ bổ làm nhiêu học.
2. thi hoa văn: Thi ba ngày, mỗi ngày thí sinh phải làm 1 bài thơ. Ai đỗ cho làm việc ở Tam ti.

Năm 1695, chúa Nguyễn Phúc Chu mở khoa thi ở trong phủ chúa, gọi là thi Văn chức và thi Tam ti. Thi Tam ti là thi Xá sai ti, thi Tướng thần lại ti và thi Lệnh sử ti. Thi Văn chức thì thi tứ lục, thơ phú, văn sách; thi Xá sai ti thì hỏi về việc binh lính, tiền lương, từ tụng; thi Tướng thần lại ti và Lệnh sử ti thì chỉ làm một bài thơ.
Năm 1740, Vũ vương Nguyễn Phúc Khoát (1738-1765) định lại phép thi: những người đậu kỳ đệ-nhất gọi là nhiêu học, được miễn sai 5 năm; đậu kỳ đệ nhị và kỳ đệ tam thì được miễn sai chung thân; đậu kỳ đệ tứ gọi là hương cống, được bổ đi làm tri phủ, tri huyện.
| “                                  | Sự thi cử ở miền Nam đời bấy giờ còn sơ lược | ” |
| — Việt Nam sử lược; Trần Trọng Kim |                                              |   |

.

### Nhà Tây Sơn
Thời vua Quang Trung thi cử thường phải bằng chữ Nôm, bãi bỏ dùng chữ Hán. Vì vậy nhiều giám khảo, thí sinh cho rằng triều đình khắc nghiệt.

### Nhà Nguyễn

#### Đời vua Gia Long
Vua Gia Long Nguyễn Ánh nhờ võ công mới dụng nên cơ nghiệp, cho nên các quan đầu triều là quan ngũ quân đô thống và quan tổng trấn Nam Bắc hai thành đều là quan võ. Nhưng Gia Long cho rằng, sự trị nước cần phải có văn, có võ, nên nhà vua lưu ý về việc học hành thi cử trong nước.
Nhà vua cho lập Văn Miếu ở các doanh, trấn, thờ Khổng Tử để tỏ lòng trọng Nho học. Đặt Quốc tử giám ở kinh đô để dạy con các quan và sĩ tử. Mở khoa thi Hương để kén lấy những người có học ra làm quan. Đặt thêm chức đốc học ở các trấn và dùng những người có khoa mục ở đời nhà Lê, để coi việc dạy dỗ.

#### Đời vua Minh Mạng và các vua Nguyễn đời sau
Đời vua Gia Long chỉ có kỳ thi Hương, đến năm 1822, vua Minh Mạng mở khoa thi Hội, thi Đình để lấy Tiến sĩ. Đến năm 1829 nhà vua lại cho những người trúng cách, nhưng không cập phân, được đỗ phó bảng. Phó bảng khởi đầu từ đây.
Trước đây cứ 6 năm một khoa thi, nay đổi lại làm 3 năm một khoa, cứ năm Tí, Ngọ, Mão, Dậu thì thi Hương; năm Thìn, Tuất, Sửu, Mùi thi Hội, thi Đình.
Phép thi vẫn theo như đời vua Gia Long. kỳ đệ nhất thi kinh nghĩa; đệ nhị: thi tứ lục; kỳ đệ tam:thi phú; kỳ đệ tứ: thi văn sách. Trước ai đỗ tam trường, gọi là sinh đồ, ai đỗ tứ trường gọi là hương cống; nay đổi sinh đồ là Tú tài, hương công là cử nhân.
Trải qua các đời Minh Mệnh, Thiệu Trị, Tự Đức, mỗi đời vua có sửa đổi nhưng thi Hội vẫn có bốn trường, con thi Hương thì rút một còn ba trường vào đời vua Tự Đức. Đến đời Kiến Phúc thì định thi Hương quyển nào được vào hạng ưu bình phải thi thêm một kỳ phúc hạch. Bài thi vẫn là kinh nghĩa, tứ lục, thơ phú và văn sách. Ở triều Lê người thi Hương đậu gọi là Cử nhân, Tú tài; đến đời Hậu Lê gọi là Hương cống, Sinh đồ; đời Giang Long cũng theo đời trước, đến đời vua Minh Mệnh đổi gọi là Cử nhân và Tú tài.
| “                                                     | Đạo trị nước thì trước hết cần phải gây lấy nhân tài | ” |
| — Lời vua Minh Mệnh; Việt Nam sử lược, Trần Trọng Kim |                                                      |   |

#### Kết thúc
Nền Nho học bỗng gặp tình thế phải tiếp xúc với văn minh phương Tây. Lúc này trạng thái chính trị và xã hội biến thiên nhanh chóng, Nho học không còn thích hợp nữa, phải nhường chỗ cho học thuật mới. Việt Nam từ khi thành thuộc địa thì bỏ khoa cử theo nền giáo dục của người Pháp. Riêng ở miền Bắc, việc thi cử theo Nho học kết thúc năm 1915; và ở miền Trung kết thúc vào năm 1918.
Nho học bị bãi bỏ được cho là lý do khiến đạo đức xã hội xuống cấp, người Việt bị tách rời khỏi di sản học thuật của nước nhà tích lũy được trong mười thế kỷ, toàn xã hội mất phương hướng, mê loạn về giá trị. Học giả Trần Trọng Kim nhận định "Xét ra cho kỹ, sự bỏ cũ theo mới của ta hiện thời bây giờ không phải là không cần cấp, nhưng vì người mình nông nổi, không suy nghĩ cho chín, chưa gì đã đem phá hoại cả đi, thành thử cái xấu, cái dở của mình thì vị tất đã bỏ đi được, mà lại làm hỏng mất cái phần tinh túy đã giữ cho xã hội của ta được vững bền hàng mấy nghìn năm nay. Phàm người ta muốn bỏ cái cũ đã hẩm nát, tất là phải có cái mới tốt hơn, đẹp hơn để thay vào. Nay ta chưa có cái mới mà đã vội vàng bỏ cái cũ đi, thành ra đổ nát cả, mà không có cái gì thay vào được. Ấy là cái tình trạng nước ta ngày nay là thế, khác nào như chiếc thuyền đi ra giữa biển, đánh mất địa bàn chỉ nam, không biết phương hướng nào mà đi cho phải đường, cứ lênh đênh mãi, không khéo lại bị sóng gió va vào đá vỡ tan mất cả".

## Thi Hương

Dân chúng xem bảng yết danh những người thi đỗ kỳ thi Hương năm 1897

### Đại cương
Theo Đào Duy Anh, năm 1397, triều nhà Trần, Hồ Quý Ly lại bắt đầu định phép thi Hương; có trúng tuyển cử nhân mới được dự thi Hội năm sau, ai trúng thi Hội thì thi một bài văn sách nữa để định cao thấp; gọi là thi Đình.
Nhà Hậu Lê, vua Lê Thái Tổ đánh thắng nhà Minh, vẫn chưa định phép thi Hương, thi Hội, đến đời vua Lê Thái Tông  mới hạ chiếu thi khảo trong nước. Kỳ thi này lấy hơn ngàn người trúng tuyển, chia làm ba hạng; hạng nhất, nhì bổ vào Quốc tử giám; hạng ba vào trường ở các đạo để học tập, cho miễn lao dịch.
Đời vua Lê Nhân Tông, hạ lệnh cho nhân dân biết chữ đến thi khảo ở bản đạo, người nào trúng tuyển sẽ đưa đến thi Hội ở bộ Lễ, cho miễn việc tuyển bổ quân ngũ lần này.
Việc định phép thi Hương, thi Hội mới rõ ở thời vua Lê Thánh Tông, cứ 6 năm một lần xét tuyển. Vào năm 1485, triều đình lấy cớ rằng năm trước lấy đỗ hơn 1 vạn người, nên hạ sắc chỉ cho thi khảo lại.
| “ | Đến khi phúc hạch, có người không làm được bài phải bỏ quyển giấy trắng, bèn cho phép các quan đề điệu, giám thí, tuần xước, niêm phong quyển lại để hặc tâu, từ 1 đến 4, 5 người trở lên, thì viên quan Thừa chính và Hiến sát sẽ phải luận vào tội biếm chức hoặc bãi chức, phép tắc rất là nghiêm mật | ” |

### Thể lệ
Một người muốn dự thi Hương phải qua hai điều kiện (gọi là Khảo hạch):
1. Có đạo đức tốt và lý lịch trong sạch. Bản khai lý lịch này phải được xã trưởng và quan địa phương xác nhận.
2. Có trình độ học lực: trình độ học lực lúc đầu được kiểm tra bằng một kỳ thi liền với kỳ thi Hương nhưng không tính vào nội dung thi Hương 4 kỳ trên. Đây là kỳ thi ám tả cổ văn ai đỗ kỳ này mới được vào thi Hương. Đây là thi sát hạch, không phải là kỳ thi chính thức. Đỗ kỳ này chẳng có học vị gì, cả tỉnh cùng dự thi, ai đỗ kỳ này cũng đã vinh dự lắm, nhất là đỗ đầu. Người đỗ đầu cả xứ được tặng danh hiệu đầu xứ (về sau đỗ đầu tỉnh cũng được gọi là đầu xứ) gọi tắt là ông xứ, như: xứ Nhu (Nguyễn Khắc Nhu), xứ Tố (Ngô Tất Tố). Ông xứ Tố chỉ đỗ đầu xứ thôi, chẳng có học vị gì, nhưng thật là một nhà Nho uyên thâm.[72]

Cuộc thi được tổ chức tại các trường nhiều nơi (từ Hương do nghĩa khu vực quê hương của người thi). Nhưng không phải tỉnh nào cũng được tổ chức thi Hương. Trường thi chia ra làm nhiều vùng. Ba bốn trấn hoặc tỉnh cùng thi ở một nơi, thí dụ trường Nam là tập trung thí sinh ở các tỉnh chung quanh Nam Định, trường Hà các tỉnh chung quanh Hà Nội v.v. Số thí sinh mỗi khoa có đến hàng nghìn người.
Thể lệ thi Hương vào đời vua Lê Thái Tông (1434-1439), Lê Nhân Tông (1443-1453), người nào do sinh đồ mà đỗ Hương cống thì được sung vào Giám sinh, người nào đang là quân nhân mà đỗ Hương cống thì không được sung vào Giám sinh mà vẫn là Hương cống. Năm 1462, định thể lệ thi Hương, sĩ tử là sinh đồ hay quân nhân đều được dự vào thi Hương. Người nào trúng được 3 kỳ gọi là Sinh đồ; đến khoa sau lại vào thi, người nào trúng được 4 kỳ thi Hương gọi là Hương cống, mới được dự thi Hội. Về phần quan viên, chưa đỗ Hương cống cũng được phép dự thi Hội.
Năm 1486, theo lời tâu của Lương Thế Vinh, hạ lệnh cho quan viên có học tập cử nghiệp, nếu làm qua ở Kinh, thì đến thi ở ti Thừa chính, trước hết phải qua kỳ sát hạch ở phủ huyện, theo như lệ của bách tính, rồi vào được vào thi Hội.

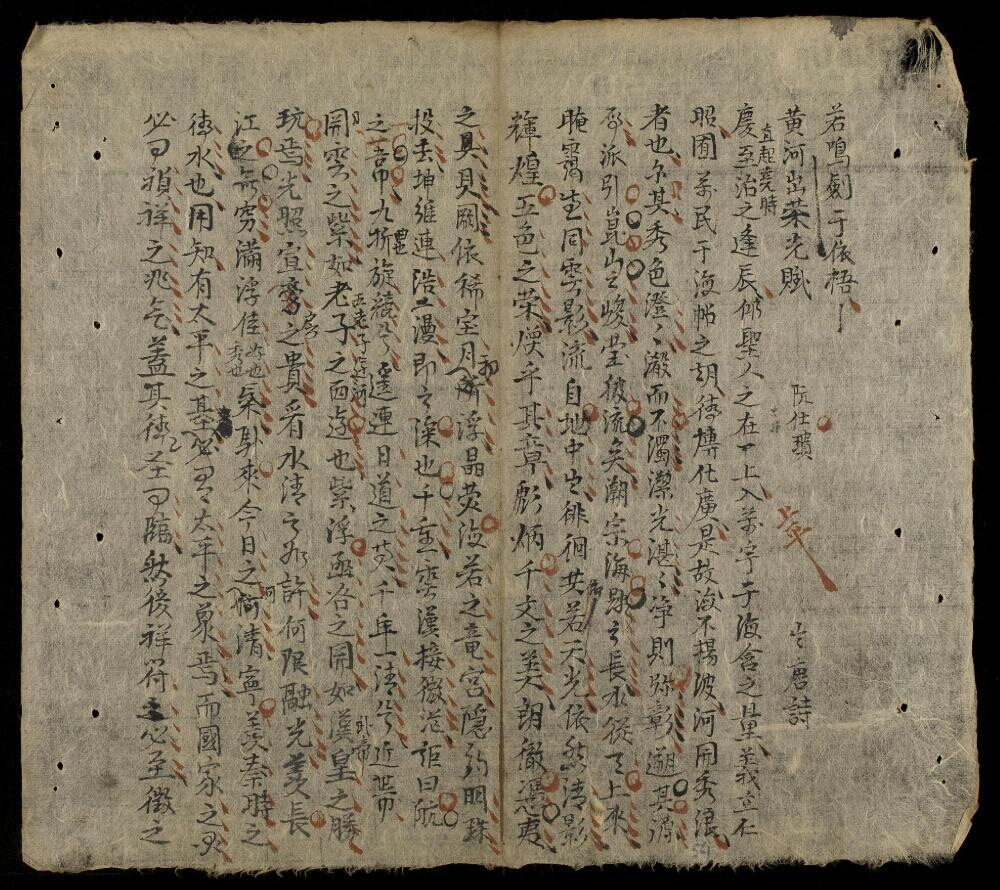
Một bài phú 賦 do Nguyễn Sĩ Khôi (阮仕璝) sáng tác đã được xếp hạng thượng bình (上平) trong kỳ thi Hương năm 1897.

Theo quy định từ năm 1434, thi Hương có 4 kỳ, gọi là bốn trường. 
- Kỳ I: kinh nghĩa, thư nghĩa;
- Kỳ II: chiếu, chế, biểu;
- Kỳ III: thơ phú;
- Kỳ IV: văn sách.

Thi qua 3 kỳ thì đỗ Tú Tài (trước 1828 gọi là Sinh đồ) - tên dân gian là ông Đồ, ông Tú. Thường mỗi khoa đỗ 72 người. Tuy có tiếng thi đỗ nhưng thường không được bổ dụng. Nhiều người thi đi thi lại nhiều lần để cố đạt cho được học vị Cử nhân. Lần thứ nhất đỗ gọi là "ông Tú", lần thứ hai vẫn đỗ Tú tài thì gọi là "ông Kép", lần thứ 3 vẫn thế thì gọi là "ông Mền".
Thi qua cả bốn kỳ thì đỗ Cử nhân (trước 1828 gọi là Hương cống) - ông Cống, ông Cử, được bổ dụng làm quan ở các cơ quan cấp tỉnh, cấp trung ương, hoặc được đi làm quan các huyện, sau dần dần mới lên các chức vụ cao hơn.
Người đỗ đầu gọi là Giải nguyên.
Khoa thi Hương đầu tiên năm 1396 đời Trần Thuận Tông, khoa thi Hương cuối cùng tổ chức năm 1918 đời vua Khải Định.

#### Thế kỷ 20
Dưới thời Pháp thuộc thì việc thi Hương có phần thay đổi. Kể từ khoa Kỷ Dậu 1909 thì nội dung là:
1. Trường nhất: năm đạo văn sách
2. Trường nhì: thi, phú
3. Trường ba: hai bài luận chữ Quốc ngữ

Đó là năm đầu tiên chữ Quốc ngữ được dùng trong khoa cử.
Khoa Nhâm Tý 1912 thì lại đổi nữa, bỏ phân thi phú. Nội dung là:
1. Trường nhất: năm đạo văn sách
2. Trường nhì: hai bài luận chữ Hán
3. Trường ba: hai bài luận chữ Quốc ngữ
4. Trường tư (phúc hạch): một bài văn sách, một bài luận Hán văn, và một bài luận Quốc ngữ.[74]

## Thi Hội

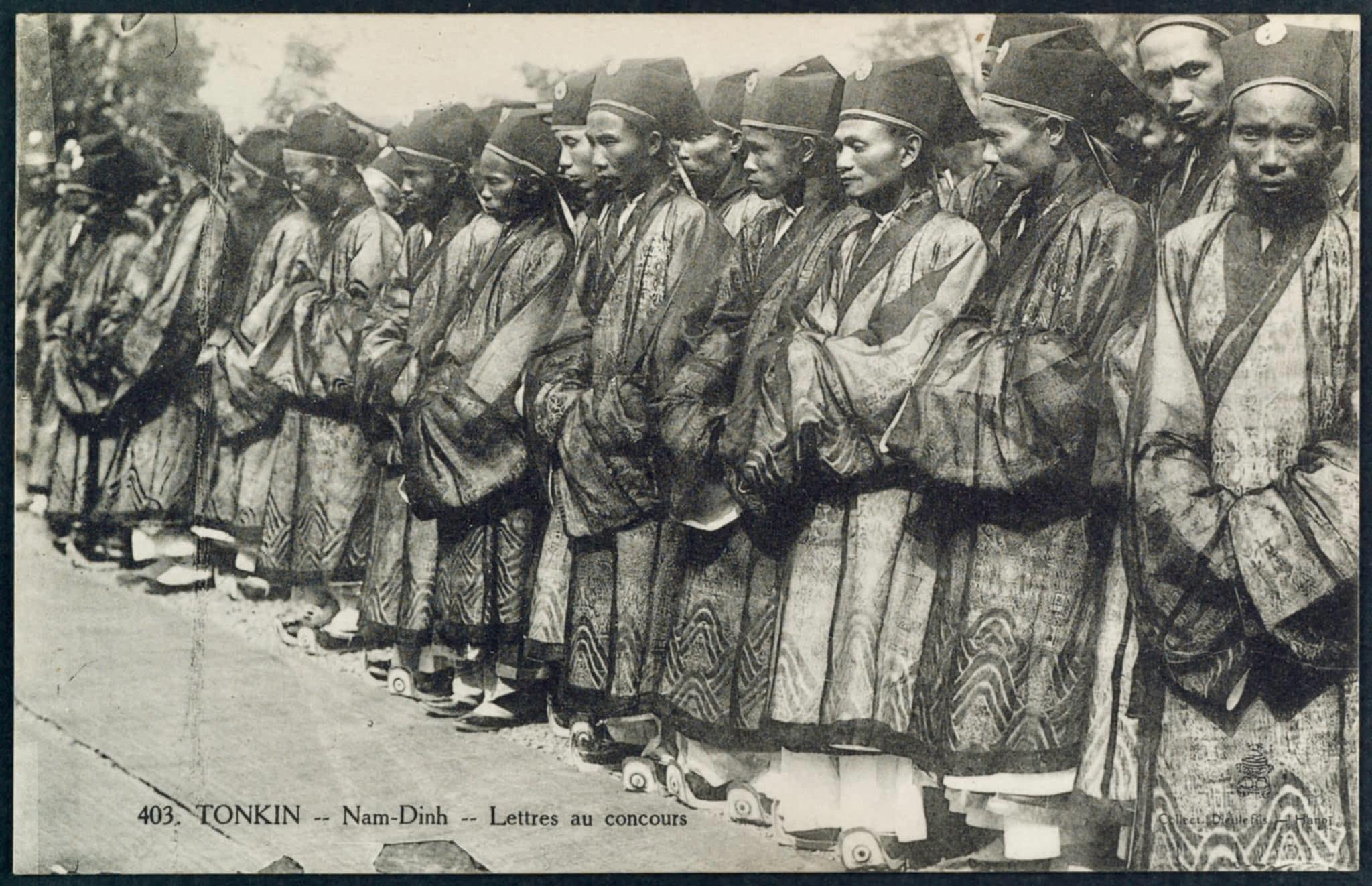
Các tân khoa nhận áo mũ vua ban

### Đại cương
Thi Hội là khoa thi 3 năm một lần ở cấp trung ương do bộ Lễ tổ chức. Từ đời Lê Thánh Tông thi Hương được tổ chức vào các năm Tý, Ngọ, Mão, Dậu và thi Hội vào năm sau Sửu, Mùi, Thìn, Tuất (dựa theo quy định thi cử của Trung Quốc). Khoa thi này được gọi là "Hội thi cử nhân" hoặc "Hội thi cống sĩ" (các cử nhân, cống sĩ, tức là người đã đỗ thi Hương ở các địa phương, tụ hội lại ở kinh đô để thi) do đó gọi là thi Hội.
Trước năm 1442 thí sinh đỗ cả bốn kỳ được công nhận là trúng cách thi Hội, nhưng không có học vị gì. Nếu không tiếp tục thi Đình thì vẫn chỉ có học vị hương cống hoặc cử nhân. Chỉ sau khi thi Đình, người trúng cách thi Hội mới được xếp loại đỗ và mới được công nhận là có học vị các loại tiến sĩ. Từ năm 1442 thí sinh đỗ thi Hội mới có học vị Tiến sĩ (tức Thái học sinh - tên dân gian là ông Nghè). Người đỗ đầu gọi là Hội Nguyên. Vào thời nhà Nguyễn những thí sinh thiếu điểm để đỗ tiến sĩ có thể được cứu xét và cho học vị Phó Bảng (ông Phó Bảng hay Ất tiến sĩ). Khoa thi Hội đầu tiên năm 1397 đời Trần Thuận Tông, khoa thi Hội cuối cùng tổ chức năm 1919 thời vua Khải Định, đánh dấu sự chấm dứt của khoa bảng phong kiến Việt Nam.

### Thể lệ
Kỳ thi Hội vào năm Quang Thuận- đời vua Lê Thánh Tông, người nào trúng được 4 kỳ gọi là Tiến sĩ, người không trúng bổ vào tăng quảng sinh ở Quốc tử giám, người nào trúng 3 kỳ bổ làm thuộc lại, tá nhị hoặc giáo chức ở nha môn, còn viên quan chính thứ ở các huyện sẽ bổ người thi đậu Tiến sĩ.

### Thể lệ thi hội thời nhà Nguyễn
Năm Minh Mệnh thứ 6, định lệ cứ năm Thìn, Tuất, Sửu, Mùi mở khoa thi hội và thi vào tháng ba âm lịch. Giám khảo có một chánh chủ khảo, một phó chủ khảo, hai tri cống cử, hai đề điệu, sáu đồng khảo để coi việc ra đầu bài, chấm quyển, vài bốn tuần sát để coi việc giữ gian và bốn mươi thơ lại để coi việc sổ sách, viết quyển, viết bảng,...
Thi Hội chia làm 4 kỳ: kỳ đệ nhất ít nhất phải làm một bài kinh nghĩa, kỳ thứ hai thi chiếu, biểu; kỳ thứ ba thi một bài ngũ ngôn mười sáu câu, một bài phú độ tám vần; kỳ thứ tư thi văn sách. Trong hai kỳ, phải một kỳ bất cập phân thì hỏng, trong bốn kỳ được tám phân trở lên mới trúng cách. Hội thi trúng cách rồi mới thi Đình.

## Thi Đình
Kỳ thi cao nhất là thi Đình tổ chức tại sân đình nhà vua. Nơi thi là một cái nghè lớn, nên sau này người ta thường gọi các vị vào thi là các ông nghè. Nhà vua trực tiếp ra đầu đề, và sau khi hội đồng giám khảo hoàn thành việc chấm bài, cân nhắc điểm sổ, chính nhà vua tự tay phê lấy đỗ. Người đỗ đầu gọi là Đình Nguyên.
Theo số điểm, người đỗ được xếp vào 3 hạng gọi là Tam Giáp:
- Bậc 3: Đỗ Tiến sĩ Đệ Tam Giáp (Đồng tiến sĩ xuất thân - tên dân gian là ông Tiến sĩ)
- Bậc 2: Đỗ Tiến sĩ Đệ Nhị Giáp (Tiến sĩ xuất thân, Hoàng Giáp - ông Hoàng)
- Bậc 1: Đỗ Tiến sĩ Đệ Nhất Giáp (Tiến sĩ cập đệ - gồm 3 thí sinh đỗ cao nhất gọi là Tam khôi: Đỗ hạng ba là Thám Hoa (ông Thám), hạng nhì là Bảng Nhãn (ông Bảng), đỗ đầu là Trạng nguyên (ông Trạng)

Đôi khi lúc chấm bài, chủ khảo (trong đó có cả vua) thấy người thủ khoa không đạt được điểm số tối thiểu để gọi là Trạng. Những khoa này sẽ không có trạng nguyên - thủ khoa giữ cấp Đình nguyên (thí dụ: Lê Quý Đôn đỗ cao nhất nhưng chỉ được cấp vị Đình nguyên Bảng nhãn).
Theo lệ cũ, người nào đã thi Hội đỗ vào thi Đình đều không đánh hỏng người nào; chỉ có khoa thi năm 1496, vua Lê Thánh Tông thân hành xem xét phân biệt, đánh hỏng 11 người.
Thời nhà Nguyễn, thi Đình chỉ đối sách một bài rất dài. Quan trường hội đồng xét văn rồi đứng lên Ngự lãm, điểm cao lấy vào hạng Tiến sĩ, điểm thấp thì vào hạng Phó bảng. Vào năm 1828 vua Minh Mạng chỉnh đốn lại khoa cử và bỏ Đệ nhất giáp. Học vị trạng nguyên, bảng nhãn không còn trên khoa bảng từ đó.

## Thống kê và các kỷ lục
Trong các khoa thi suốt chiều dài lịch sử Việt Nam, có những dấu mốc và kỷ lục đáng lưu ý:
- Vị khai khoa đầu tiên là Lê Văn Thịnh, đỗ năm 1075 đời Lý Nhân Tông, sau làm tới Thị lang Bộ Binh rồi Thái sư.
- Danh vị Tam khôi đầu tiên được ghi nhận trong chính sử là Trạng nguyên Nguyễn Hiền, Bảng nhãn Lê Văn Hưu, Thám hoa Đặng Ma La, đỗ khoa 1247 đời Trần Thái Tông. Cả ba ông cũng đồng thời giữ danh vị Tam khôi trẻ nhất lịch sử với Nguyễn Hiền 13 tuổi, Lê Văn Hưu 17 tuổi và Đặng Ma La 14 tuổi.
- Danh vị Tam khôi cuối cùng được ghi nhận là Trạng nguyên Nguyễn Đăng Đạo, Bảng nhãn Phạm Quang Trạch, Thám hoa Quách Giai, đỗ năm 1683 đời Lê Hy Tông.
- Khoa thi có Tam khôi già nhất là khoa 1637 đời Lê Thần Tông: Trạng nguyên Nguyễn Xuân Chính 50 tuổi, Bảng nhãn Nguyễn Nghi 61 tuổi, Thám hoa Nguyễn Thế Khanh 37 tuổi.
- Trạng nguyên già nhất là Nguyễn Nghiêu Tư, đỗ lúc 65 tuổi năm 1448 đời Lê Nhân Tông.
- Bảng nhãn già nhất là Nguyễn Nghi, đỗ khoa 1637 đời Lê Thần Tông khi 61 tuổi.
- Thám hoa già nhất là Giang Văn Minh đỗ khoa 1628 đời Lê Thần Tông khi 56 tuổi.
- Trạng nguyên cuối cùng là Trịnh Tuệ (hay Trịnh Huệ) đỗ năm 1736 đời Lê Ý Tông tại khoa thi Đình tổ chức ở phủ chúa Trịnh.
- Bảng nhãn cuối cùng là Vũ Duy Thanh đỗ khoa 1851 đời Tự Đức.
- Thám hoa cuối cùng là Vũ Phạm Hàm, đỗ khoa năm 1892 đời vua Thành Thái. Khoa này không lấy ai đỗ Trạng nguyên cũng như Bảng nhãn.
- Khoa thi Mậu Tuất 1478 đời Lê Thánh Tông lấy đỗ hai bảng nhãn là Lê Quảng Chí và Trần Bích Hoành.
- Khoa thi Quý Sửu 1853 đời Tự Đức lấy đỗ 2 thám hoa là Nguyễn Đức Đạt và Nguyễn Văn Giao.
- Tiến sĩ trẻ nhất là Nguyễn Trung Ngạn, đỗ năm 1304 đời Trần Anh Tông khi mới 16 tuổi. Tiến sĩ già nhất là Nguyễn Bình, đỗ năm 1628 đời Lê Thần Tông khi 87 tuổi.
- Nữ tiến sĩ duy nhất là Nguyễn Thị Duệ đỗ năm 1616 đời Mạc Kính Cung (thời nhà Mạc rút lên Cao Bằng) khi ngoài 20 tuổi.
- Sĩ tử cao tuổi nhất là Vũ Đình Thự dự khoa Canh Tý, Thành Thái thứ 12 (năm 1900) khi đã 84 tuổi. Cụ đỗ Cử nhân, đứng thứ 62 trong số 90 Cử nhân của trường Hà Nội - Nam Định (năm đó 2 trường Hà Nội và Nam Định thi chung, trường Hà Nội lấy đỗ 43 người, Nam Định 47 người). Cụ Đoàn Tử Quang cũng đỗ năm đó, đứng thứ 29 trong số 30 Cử nhân trường Nghệ An, khi 82 tuổi, vẫn còn kém cụ Vũ Đình Thự 2 tuổi. Sau này ông mất năm 1928, thọ 110 tuổi.[80]
- Nhà Hồ là triều đại quy định thi cử qua nhiều vòng nhất: người đỗ kỳ thi Hương năm sau phải vào Bộ Lễ thi lại, có đỗ mới được tuyển; năm sau nữa mới được thi Hội, qua được kỳ này mới được gọi là Thái học sinh (tiến sĩ). Kỳ thi thứ 5 là thi viết và toán.
- Khoảng thời gian dài nhất không lấy được người đỗ Trạng nguyên là từ năm 1743 đến 1785 thời Lê Hiển Tông. Trong 42 năm có 16 khoa thi nhưng không có trạng nguyên vì triều đình cho rằng không có người xứng tầm với học vị đó.
- Bia Tiến sĩ được dựng lần đầu năm 1484 đời Lê Thánh Tông tại sân Quốc tử giám.
- Lệ xướng danh người đỗ để biểu dương người học giỏi thực hiện lần đầu năm 1466 đời Lê Thánh Tông.

## Nhận định
Theo Lê Quý Đôn, khi bình về việc thi cử đời nhà Hậu Lê: Quốc giao khôi phục sau khi nhiễu nhương thì nhà Nho vắng vẻ, đến đời Hồng Đức mở rộng khoa mục thì kẻ sĩ xô về hư văn, đời Đoan Khánh trở đi thì sĩ tập suy bại quá lắm.
Theo vua Minh Mệnh: Lâu nay khoa cử làm cho người ta sai lầm. Văn chương vốn không có qui củ nhất định, mà nay những người làm văn cử nghiệp thì câu nệ hủ sáo, khoe khoang lẫn nhau, biệt mối nhà một lối, nhân phẩm cao hay thấp do tự đó. Học như thế thì trách nào nhân tài chẳng mỗi ngày một kém đi.
Theo Phan Kế Bính: Xưa nay lối khoa cử của ta là một con đường rộng rãi phẳng phiu cho bọn sĩ phu. Sĩ phu có do con đường ấy xuất thân mới là chinh đồ, mà sự vinh hạnh về sau cũng bởi đó mà ra cả. Bởi vậy nhân tâm nước mình say mê bia đá bảng vàng, cố sức dùi mài truyện hiền, kinh thánh, có người đầu bạc mà vẫn chịu khó đeo bộ lều chiếu để đua ganh với bọn thiếu niên. Mà rút lại thì có gì đâu, học cũng chẳng qua là học văn chương, thi cũng chẳng qua là thi văn chương...

## Sách tham khảo
- Đại Việt sử ký toàn thư; Soạn giả Lê Văn Hưu, Phan Phu Tiên, Ngô Sỹ Liên,...Dịch giả Viện sử học Việt Nam; Nhà xuất bản Khoa học xã hội Hà Nội, 1993.
- Lịch triều hiến chương loại chí; tập 2; soạn giả Phan Huy Chú; Dịch giả Viện sử học Việt Nam; Nhà xuất bản Giáo dục; 2006
- Việt Nam phong tục; soạn giả Phan Kế Bính; Nhà xuất bản giáo dục; 2005.
- Việt Nam văn hóa sử cương; soạn giả Đào Duy Anh, 1938; in tại Quan Hải tùng thư, bản điện tử.
- Kiến văn tiểu lục, soạn giả Lê Quý Đôn, phiên dịch và chú thích Phạm Trọng Điềm; Nhà xuất bản văn hóa thông tin, 2007.
- Đại Việt thông sử, soạn giả Lê Quý Đôn, Dịch giả Ngô Thế Long, Nhà xuất bản văn hóa thông tin, 2007.
- Việt Nam sử lược; soạn giả Trần Trọng Kim, Nhà xuất bản; Tân Bắc Trung Văn; 1920; bản điện tử.